# Alyattes II.
Alyattes II. (altgriechisch Ἀλυάττης Alyáttēs, regierte 605–556 v. Chr.) war ein König von Lydien aus der Mermnaden-Dynastie. Er ist der Vater und Vorgänger des berühmteren Krösus.

## Geschichte
Unter ihm dehnte sich das Lyderreich bis zum Halys aus, wobei auch die Phryger unter lydische Oberhoheit kamen. Östlich des Halys begann das Mederreich von Kyaxares II., mit dem Alyattes ab 590 im Krieg lag. Der Grenzverlauf am Halys wurde in der Schlacht am Halys bestätigt, in der wegen der plötzlich einsetzenden Sonnenfinsternis vom 28. Mai 585 v. Chr. gar keine Kampfhandlungen stattfanden. Mit einem von Nebukadnezar II., König von Babylon, und Syennesis, König von Kilikien, vermittelten Friedensschluss wurde die Grenze festgeschrieben.
Auch einige der griechischen Städte an der Küste wurden von ihm unter lydische Tributhoheit gebracht. Diese Entwicklung förderte den Austausch griechischer und nahöstlicher Kultur.
Darüber hinaus schlug Alyattes das Reitervolk der Kimmerer vernichtend und beendete damit dessen rund 100 Jahre dauernde Einfälle.

## Münzprägung
Zu Beginn der Herrschaft des Alyattes tauchen die ersten Münzen der Weltgeschichte auf, er gilt daher als Erfinder der Münzprägung. Einige Numismatiker legen diese Entwicklung allerdings auf eine Zeit vor dem Beginn seiner Herrschaft.

## Bauwerke
Das Grabmal des Alyattes ist die größte Anlage in der Königsnekropole von Sardes. Das Hügelgrab hat einen Durchmesser von 355 Metern und eine Höhe von 35 Metern. Auf der Kuppe des Grabhügels ragten nach der Schilderung Herodots fünf Phallussymbole empor, ähnlich wie auf etruskischen Hügelgräbern.